# Matej Kazijski
Matej Ilijanov Kazijski (in bulgaro Матей Илиянов Казийски?; Sofia, 23 settembre 1984) è un pallavolista bulgaro, schiacciatore della Powervolley Milano.

## Carriera

### Club
La carriera di Matej Kazijski inizia nel 1995 nelle giovanili dello Slavia Sofia: nella stagione 2000-01 viene promosso in prima squadra, militante in Superliga. Nella stagione 2002-03 si trasferisce al Neftohimik, nella stessa divisione, per poi ritornare al club di Sofia per l'annata 2004-05, con cui vince la Coppa di Bulgaria.
Nella stagione 2005-06 si trasferisce in Russia, alla Dinamo Mosca, in Superliga, conquistando lo scudetto 2005-06. Nella stagione 2007-08 si trasferisce alla Trentino, nella Serie A1 italiana: resta legato alla squadra di Trento per sei annate, ottenendo la vittoria di tre scudetti, tre Champions League, quattro campionati mondiali per club, tre Coppe Italia e la Supercoppa italiana 2011 e ricevendo numerosi riconoscimenti individuali. Nella primavera del 2013 si trasferisce all'Al-Rayyan, in Qatar Volleyball League, dove vince la Coppa dell'Emiro.
Per il campionato 2013-14 passa ai turchi dell'Halkbank, in Voleybol 1. Ligi, con cui conquista la Supercoppa, la coppa nazionale e lo scudetto. Nella stagione successiva ritorna alla Trentino, in Superlega, aggiudicandosi nuovamente il campionato: conclude l'annata all'Al-Rayyan, trionfando in campionato e nella Gulf Clubs Champions.
Nella stagione 2015-16 si accasa ai JTEKT Stings, nella V.Premier League, dove rimane per tre annate: tuttavia, al termine dell'annata, terminati gli impegni con il club giapponese, torna alla Trentino, dove conclude la stagione. Per il campionato 2018-19 viene ingaggiato dai polacchi dello Stocznia Szczecin, in Polska Liga Siatkówki: poco dopo l'inizio delle competizioni, a causa di problemi finanziari della squadra, rescinde il contratto, continuando la stagione alla BluVolley Verona, in Superlega; l'annata si conclude vestendo la maglia dell'Al-Arabi.
Nell'annata 2019-20 è nuovamente ai JTEKT Stings, vincendo lo scudetto: termina l'attività stagionale al BluVolley Verona, dove resta anche nella stagione successiva. Per il campionato 2021-22 difende i colori della Trentino aggiudicandosi la Supercoppa italiana 2021 e lo scudetto 2022-23, premiato come MVP. Nella stagione 2023-24 firma per la Powervolley Milano, sempre in Superlega.

### Nazionale
Nel 2003 viene convocato nella nazionale bulgara under 21, con cui conquista la medaglia di bronzo al campionato mondiale.
Nel 2003 ottiene le prime convocazioni nella nazionale maggiore. Nel 2006 vince la medaglia di bronzo al campionato mondiale: dello stesso metallo sono anche la medaglia alla Coppa del Mondo 2007 e al campionato europeo 2009. Nel 2012 decide di rinunciare alla nazionale, a seguito dell'esonero dell'allenatore Radostin Stojčev.

## Palmarès

### Club
- Campionato russo: 1

2005-06
- Campionato italiano: 5

2007-08, 2010-11, 2012-13, 2014-15, 2022-2023
- Campionato turco: 1

2013-14
- Campionato qatariota: 1

2014-15
- Campionato giapponese: 1

2019-20
- Coppa di Bulgaria: 1

2004-05
- Coppa di Russia: 1

2006
- Coppa Italia: 3

2009-10, 2011-12, 2012-13
- Coppa dell'Emiro: 1

2013
- Coppa di Turchia: 1

2013-14
- Gulf Clubs Champions: 1

2015
- Supercoppa italiana: 2

2011, 2021
- Supercoppa turca: 1

2013
- Campionato mondiale per club: 4

2009, 2010, 2011, 2012
- Champions League: 3

2008-09, 2009-10, 2010-11

### Nazionale (competizioni minori)
- Campionato mondiale under 21 2003
- Memorial Hubert Wagner 2010

### Premi individuali
- 2004 - World League: Miglior servizio
- 2006 - Coppa di Russia: MVP
- 2006 - Superliga: MVP
- 2006 - CEV: Miglior giocatore europeo dell'anno
- 2006 - World League: Miglior servizio
- 2006 - Campionato mondiale: Miglior servizio
- 2006 - CEV: Miglior giocatore europeo dell'anno
- 2007 - Champions League: Miglior servizio
- 2008 - Serie A1: MVP
- 2009 - Champions League: MVP
- 2009 - Coppa del Mondo per club: Miglior schiacciatore
- 2009 - Coppa del Mondo per club: MVP
- 2010 - Memorial Hubert Wagner: Miglior attaccante
- 2011 - Champions League: Miglior schiacciatore
- 2011 - Coppa del Mondo per club: Miglior servizio
- 2013 - Serie A1: Miglior servizio[6]
- 2014 - Champions League: Miglior ricevitore
- 2014 - Mondiale per club: Miglior schiacciatore
- 2021 - Supercoppa italiana: MVP
- 2022 - Campionato mondiale per club: Miglior opposto[7]
- 2023 - Superlega: MVP